# Masters de Miami 2007

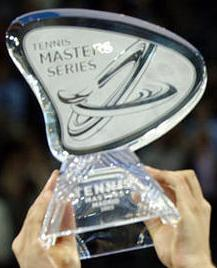
El trofeo.

El 2007 Sony Ericsson Open fue la edición de 2007 del torneo de tenis del Masters de Miami. El torneo formó parte del Masters Series 2007 y del WTA Tier I Series 2007. El torneo tuvo lugar en el Tennis Center at Crandon Park en Miami, Florida, del 21 de marzo al 1 de abril. Novak Đoković y Serena Williams fueron los campeones individuales. Novak Đoković ganó el primer Masters Series de su carrera, mientras que Williams venció a Henin por primera y última vez en 2007. El británico Andy Murray también demostró estar en gran forma, llegando a su segunda semifinal de Masters consecutiva.
Guillermo Cañas venció a Roger Federer por segunda vez en seis días, y en dos torneos consecutivos, algo que sólo ha conseguido Rafael Nadal desde el 2003. Su compratiota argentino David Nalbandian también lo conseguiría más adelante ese año, venciendo a Federer en los Masters de Madrid y París.

## Individual masculino
Novak Đoković a  Guillermo Cañas, 6-3, 6-2, 6-4

## Individual femenino
Serena Williams a  Justine Henin, 0-6, 7-5, 6-3

## Dobles masculino
Bob Bryan /  Mike Bryan a  Martin Damm /  Leander Paes, 6-7 (7), 6-3, [10-7]

## Dobles femenino
Lisa Raymond /  Samantha Stosur a  Cara Black /  Liezel Huber, 6-4, 3-6, [10-2]

## Individual junior masculino
Kei Nishikori a  Michael McClune, 6-7 (2), 6-4, 6-1

## Individual junior femenino
Sorana Cîrstea a  Anastasia Pivovarova, 6-2, 6-1